# Anne Zerr (Politikerin, 1993)
Anne Theresa Zerr (* 21. Juli 1993 in Stuttgart) ist eine deutsche Politikerin (Die Linke). Seit 2025 ist sie Mitglied im Deutschen Bundestag.

## Leben
Bei der Bundestagswahl 2025 kandidierte Zerr im Wahlkreis 289 in Reutlingen und zog über Platz 5 der baden-württembergischen Landesliste ihrer Partei in den Bundestag ein. Vor ihrer Wahl in den Bundestag arbeitete Zerr bei der Vereinigten Dienstleistungsgewerkschaft (ver.di) Württemberg im Bezirk Fils-Neckar-Alb als Gewerkschaftssekretärin für Verkehr, Erziehung, Bildung, Soziale Arbeit und Kommunalverwaltung.
Im Anschluss an ihren Einzug in den Bundestag kündigte die in Tübingen wohnhafte Zerr an, neben Reutlingen auch ein Wahlkreisbüro in Tübingen zu eröffnen. Der Wahlkreis 290 Tübingen blieb aufgrund der 2023 geänderten Regelung zur Sitzverteilung ohne einen Abgeordneten im Bundestag.
Zerr ist im 21. Deutschen Bundestag Mitglied des Ausschuss für Arbeit und Soziales.